# Sally bat des ailes
 (novembre 2021).
Sally bat des ailes est un groupe de pop rock français, essentiellement connu pour sa chanson Je te veux encore sorti en 2001. Le groupe est actif entre 1998 et 2006 et compte deux albums studio.

## Biographie
Le groupe est formé en 1998 par deux amis, Jérôme Lucas, finaliste de l'émission Graines de star, et Alex Toesca, alors batteur de l'émission Graine de Star. Après un premier simple, Je te veux encore sorti en 2001 et classé 28e des charts français, le groupe signe chez Universal[réf. souhaitée] qui édite leur premier album Sally bat des ailes en 2002 sous l'étiquette Mercury France. 
Sally bat des ailes joue notamment en 2002 un concert à Strasbourg devant plus de 6 000 personnes puis dans d'autres salles telles que l'Olympia, la Cigale et tous les Zénith de France, notamment en tournée avec la chanteuse Jenifer. En janvier 2002, Sally bat des ailes est nommé aux NRJ Music Awards dans la catégorie « révélation francophone de l'année ».
Le groupe sort un second album Populaire Rock Box en 2005. À cette même période, David Marescaux qui le groupe en raison de divergences musicales et est remplacé par Greg Chabasse (bassiste, co-compositeur et co-arrangeur).
Le groupe se sépare en février 2006 après un dernier concert à Paris[réf. souhaitée].
Jérôme Lucas (de son vrai nom Jérôme Brulant) continue sa carrière en solo sous le pseudonyme Noni, puis au sein du groupe Trois Vagues, ainsi que par diverses collaborations musicales dans le monde de la pop française en tant qu'auteur et compositeur, notamment pour Matt Pokora.
Alex Toesca est le fils de la chanteuse Mary-Christine (née Tchad) et du trompettiste Louis Toesca, il est aussi le cousin de l'animateur de télévision, Marc Toesca[pertinence contestée].
De 2001 à 2003, un des musiciens additionnels de groupe est le bassiste Aleksander Angelov du groupe Les Insus (ex-Téléphone).

## Membres

### Derniers membres
- Jérôme Lucas — chant, parolier, compositeur (cofondateur du groupe)
- Alex Toesca — batterie, compositeur (cofondateur du groupe)
- Greg Chabasse — basse, compositeur (arrangeur)

### Anciens membres
- David Marescaux — guitare, chœurs,compositeur (jusqu'en 2003)

## Discographie

### Albums studio
- 2001 : Sally bat des ailes
- 2005 : Populaire Rock Box

### Singles
- 2001 : Je te veux encore
- 2002 : Bleu
- 2003 : Quand Sally bat des ailes
- 2005 : Comment faire